# Афонсу, Жозе
Жозе́ Мануэ́л Серке́йра Афо́нсу душ Са́нтуш (порт. José Manuel Cerqueira Afonso dos Santos, прозвище — Зе́ка Афо́нсу (порт. Zeca Afonso); 2 августа 1929, Авейру — 23 февраля 1987, Сетубал) — португальский поэт, певец и композитор, общественный деятель-антифашист. Участник Революции гвоздик.

## Биография
В 1930 году, когда Жозе Афонсу шёл первый год, родители уехали в Анголу, оставив слабого в здоровье малыша с дядей и тетей. Дядя стал воспитывать племянника республиканцем и антиклерикалом. В 1933 году, по просьбе матери, Жозе Афонсу отправляется в Анголу, где поступает в школу и живёт следующие три года.
В 1936 году он возвращается в Португалию, а в 1937 году снова переезжает к своим родителям в Мозамбик. В 1938 году Жозе Афонсу снова вернулся на родину, но уже к другому своему дяде. Тот был фашистом и отдал племянника в молодёжную фашистскую организацию. Об этих годах Афонсу вспоминал как о худших в своей жизни.  Жозе Афонсу отправился в Коимбру в 1940 году, чтобы продолжить учебу. Он учился в средней школе имени Д. Жуана III и жил со своей тетей Аврилет. Его семья переехала из Мозамбика в Восточный Тимор , который в то время также был португальской территорией, где его отец продолжал работать судьей .
В 1945 году начал петь в университете, несколько раз проваливался на экзаменах, женился. В 1949 году начал изучать историю и философию. Диссертацию писал по Жан-Полю Сартру. Активно участвовал в левом революционном движении.
25 апреля 1974 года по католическому каналу прозвучала песня Жозе Афонсу «Грандола, смуглая деревушка», которая и стала сигналом к восстанию против фашистской диктатуры — Революции гвоздик. Эта песня стала неофициальным гимном революции.

## Дискография
- Baladas e Canções (1964)
- Cantares do Andarilho (1968)
- Contos Velhos, Rumos Novos (1969)
- Traz Outro Amigo Também (1970)
- Cantigas do Maio (1971)
- Eu Vou Ser Como A Toupeira (1972)
- Venham Mais Cinco (1973)
- Coro dos Tribunais (1974)
- Com As Minhas Tamanquinhas (1976)
- Enquanto Há Força (1978)
- Fura Fura (1979)
- Fados de Coimbra e Outras Canções (1981)
- Como Se Fora Seu Filho (1983)
- Galinhas do Mato (1985)